# Nicòstrat d'Atenes (general)
Nicòstrat (Nicostratos, Nikóstratos Νικόστρατος) fill de Diitrefes, fou un general atenenc. És esmentat per primer cop el 427 aC quan es lluitava a Còrcira entre els oligarques i els demòcrates, i Nicòstrat va arribar a Naupacte amb 12 vaixells i un cos de 500 messenis, i des d'allí va fer de mediador i va aconseguir un acord entre els dos partits i una aliança defensiva i ofensiva amb Atenes. Quan va marxar de Naupacte va deixar cinc vaixells però a canvi va rebre equipament i homes per altres cinc; amb els vaixells restants va atacar als enemics que es van refugiar al temple dels Dioscurs. Després es va establir al temple d'Hera i d'allí a l'illa de Ptychia; uns dies després van arribar a la zona els espartans sota Alcides i Bràsides; els atenencs els van sortir al pas i es van enfrontar a una força de 33 vaixells enemics, però es van haver de retirar.
El 424 aC fou un dels col·legues de Nícies en l'expedició a Citera. Fou un dels atenencs que va fer el jurament en la treva d'un any signada amb els espartans i després el col·lega de Nícies en l'expedició a la península Calcídica.
El 418 aC Nicòstrat i Laques van enviar un cos de mil homes ben armats i 300 cavallers a Argos, acompanyats per Alcibíades com ambaixador. Junt amb els argius, els atenencs van atacar Orcomen que no va oferir resistència, i tot seguit van atacar Tegea. Agis II va anar a defensar la ciutat i es va lliurar la batalla de Mantinea (418 aC) on Nicòstrat i Laques van morir.